# Oithona attenuata
Oithona attenuata är en kräftdjursart som beskrevs av Farran 1913. Oithona attenuata ingår i släktet Oithona och familjen Oithonidae. Inga underarter finns listade i Catalogue of Life.